# Hebron-Fjord
Der Hebron-Fjord (auch Hebron Fiord) ist ein Fjord an der Ostküste der Labrador-Halbinsel.
Der 61,5 km lange und 3,1 km breite Fjord liegt 190 km nördlich der Ortschaft Nain. 40 km weiter nördlich befindet sich der Saglek-Fjord sowie der Torngat-Mountains-Nationalpark. Die Wasserfläche des Fjords umfasst etwa 234 km². Die Bucht öffnet sich im Osten zur Labradorsee. Südlich des Buchtausgangs befindet sich die Insel Kingmirtok Island sowie die Halbinsel Harp Peninsula. Auf der gegenüberliegenden Seite, an der Nordküste des Fjords, befindet sich Hebron, eine verlassene Mission der Herrnhuter Brüdergemeine. Westlich der Harp Peninsula liegt die Nebenbucht Kangerdluarsuksoak Inlet. In das am Nordufer des Hebron-Fjords gelegene Freytag Inlet mündet der Ikarut River. In den westlichen Bereich des Fjords münden drei größere Flüsse, die jedoch noch keinen Namen tragen. Die umliegenden Berge erreichen Höhen von 500 bis 700 m.